# Upper Takutu-Upper Essequibo
Upper Takutu-Upper Essequibo (Regiunea 9) este o regiune a Guyanei, aflată în sud-vestul țării. Aceasta acoperă o suprafață de 57.750 km². Se învecinează cu regiunea Potaro-Siparuni la nord, cu regiunea East Berbice-Corentyne la est și cu Brazilia la sud și la vest.
Aici se află așezări precum Lethem (capitala regiunii), Aishalton, Nappi și Surama.

## Populație
Guvernul Guyanei a organizat trei recensăminte oficiale începând cu reformele administrative din 1980, în 1980, 1991 și 2002. În 2012, populația din Upper Takutu-Upper Essequibo a fost înregistrată ca fiind de 24.212 de locuitori. Înregistrările oficiale ale recensămintelor  pentru populația din regiunea Upper Takutu-Upper Essequibo sunt următoarele:
- 2012: 24.212
- 2002: 19.387
- 1991: 15.058
- 1980: 12.873